# Лидман, Дик Гуннар
Дик Гу́ннар Ли́дман (швед. Dick Gunnar Lidman; родился 24 января 1967 года в Шеллефтео) — шведский футболист, нападающий. Провёл 2 товарищеских матча за сборную Швеции.

## Футбольная карьера

### Характеристика
Селекционер АИКа Стефан Сёдерберг описал Дика Лидмана как «медленного, но компенсирующего это другими качествами. Хороший бомбардир, хорошо играет головой, хорошо принимает мяч».

### Игровая карьера
Воспитанник «Шеллефтео АИК». Перед сезоном-1989 перешёл в «Сундсвалль», выступавший в лиге Аллсвенскан. В сезоне-1989 забил 7 мячей, клуб выбыл из высшей лиги. Через год «Сундсвалль» вернулся в Аллсвенскан. В 1991 году Лидманом интересовался цюрихский «Грассхоппер», но Лидман получил травму колена, и переход не состоялся. Из-за травм Лидман пропустил много матчей в 1991 году.
В ноябре 1991 года подписал контракт со стокгольмским АИКом, но сумму перехода клубы согласовали только весной 1992 года. Дебютировал за АИК 5 апреля 1992 года в игре первого тура чемпионата-1992 против «Вестра Фрёлунда». Первый гол за АИК забил в следующем матче, 12 апреля против «Норрчёпинга». В 1992 году АИК стал чемпионом Швеции, впервые за 55 лет. Лидман забил 6 мячей и занял лишь четвёртое место в списке бомбардиров команды.
Чемпионат-1993 стал самым результативным в карьере Лидмана, забившего 16 мячей. 15 сентября 1993 года забил свой первый еврокубковый гол, в игре первого круга Лиги чемпионов против чешского клуба «Спарта» из Праги. Свой второй и последний еврокубковый гол забил 27 сентября 1994 года в матче первого круга Кубка УЕФА против другого пражского клуба, «Славии». В чемпионате-1994 забил 14 мячей.
В ноябре 1994 года Лидман согласовал контракт сроком на 2,5 года со «Спартой», и клубам оставалось договориться между собой. «Спарта» через агента предложила АИКу 1,2 млн шведских крон, АИК отверг столь несерьёзное предложение, более выгодного предложения не последовало. В январе 1995 года Лидман подписал новый контракт с АИКом сроком на 3 года.
24 мая 1995 года Томми Свенссон впервые вызвал 28-летнего Дика Лидмана в сборную Швеции на товарищеский турнир, состоявшийся в Англии (стране-хозяйке чемпионата Европы 1996) в июне 1995 года. 2 матча этого турнира, 4 июня с Бразилией и 8 июня с Англией, стали единственными играми Лидмана за сборную. После этого Томми Свенссон не вызывал Лидмана в сборную.
В чемпионате-1995 Лидман забил 7 мячей. 13 ноября 1995 года Лидмана взяла в аренду на 3 матча до конца года «Славия». В октябре 1995 года Лидман отказался от аналогичного предложения швейцарского клуба «Лозанна». Лидман дебютировал в зарубежном футболе 17 ноября 1995 года в игре чешского чемпионата против «Брно», выйдя на замену и отдав голевую передачу Йиржи Новотному. В январе 1996 года «Славия» хотела вновь взять Лидмана в аренду, но не смогла договориться с АИКом. В Кубке обладателей кубков 1996/97 АИК дошёл до четвертьфинала, где по сумме двух матчей проиграл «Барселоне». В обеих играх против «Барселоны» Лидман вышел на замену, а все предыдущие матчи пропустил из-за травм.
27 сентября 1997 года объявил о вынужденном завершении игровой карьеры из-за очередной тяжёлой травмы колена.

### Карьера руководителя
В 1998—2003 годах занимал различные должности в руководстве АИКа: заместителя главного исполнительного директора, спортивного директора, руководителя по связям с общественностью, технического директора. 26 ноября 2002 года на конференции руководителей клубов Аллсвенскан и Суперэттан упал в обморок, после чего был госпитализирован. На следующий день был выписан из больницы, но следующие несколько месяцев был на больничном. 7 апреля 2003 года Дик Лидман объявил об уходе из АИКа.
Владел 700 акциями АО АИК.

## Нефутбольная карьера
В 1989—1991 годах работал в компании «Skanska» на офисной должности. С 2003 года возглавлял собственную фирму.

## Семья
Женат, жену зовут Паула, у них 3 детей: дочери Лиса (родилась в 1992 году) и Мимми (родилась в 2003 году) и сын Виллиам (родился в 1994 году).

## Достижения
- Чемпион Швеции 1992
- Обладатель Кубка Швеции (дважды): 1995/96, 1996/97
- Чемпион Чехии 1995/96[3]